# Frivillig samhällsarbetare
Frivilliga samhällsarbetare är ett begrepp som avser frivilliguppdrag som är laganknutna eller myndighetsnära.
Uppdragen är:
- Kontaktpersoner, kontaktfamiljer och stödfamiljer enligt socialtjänstlagen och LSS
- Goda män och förvaltare
- Stödpersoner enligt de tvångspsykiatriska lagarna LPT och LRV
- Besökare på anstalter, häkten och ungdomshem

## Riksförbundet Frivilliga Samhällsarbetare
Frivilliga samhällsarbetare organiseras av Riksförbundet Frivilliga Samhällsarbetare, RFS. Det är en religiöst och partipolitiskt obunden organisation med lokalföreningar runt om i landet. Organisationen verkar för att de frivilliga samhällsarbetarna ska få det stöd de behöver i form av utbildning, erfarenhetsutbyten och försäkring.